# Ramphis
Ramphis ist eine Gattung von Schmetterlingen aus der Familie der Prachtfalter (Cosmopterigidae).

## Merkmale
Der Kopf der Falter ist glatt beschuppt. Die Fühler sind drei Viertel so lang wie die Vorderflügel. Die Labialpalpen sind zylindrisch und über den Kopf gebogen. Die Falter haben lanzettliche schwarzbraune Vorderflügel, die mit einem Muster aus weißen Costalstrichen und silbrigen oder fahl goldenen Flecken gezeichnet sind. Die Hinterflügel sind schmal und spitz und reichlich halb so lang wie die Vorderflügel.
Bei den Männchen sind die Brachia symmetrisch und ungefähr gleich lang. Sie sind leicht gekrümmt und verjüngen sich distal. Die Valven sind schmal und gestreckt. Die distale Hälfte ist spärlich beborstet. Die rechte Valvella ist gut entwickelt, während die linke meistens fehlt. Der Aedeagus ist lang und kräftig. Er hat einen basalen bauchigen Abschnitt und einen langen, sich verjüngenden distalen Teil.
Bei den Weibchen sind die Apophyses posteriores ungefähr anderthalb mal so lang wie die Apophyses anteriores. Das Sterigma mit der halbrunden Antevaginalplatte liegt gegenüber der Sklerotisierung am hinteren Ende des 7. Sternite. Der Ductus bursae ist schmal, membranös und ungefähr so lang oder kürzer als das Corpus bursae. Das Corpus bursae ist länglich und hat hinten einen Fortsatz, der im Ductus seminalis endet. Es sind zwei trichter- oder kelchförmige Signa ausgebildet.

## Verbreitung
Die Gattung hat eine disjunkte Verbreitung. Die Arten sind auf der Iberischen Halbinsel und im östlichen Mittelmeerraum beheimatet.

## Biologie
Die Raupen minieren in den Blättern von Lippenblütlern.

## Systematik
Die Typusart der Gattung ist Ramphis ibericus. Die folgende Artenliste basiert auf dem von Sinev 2002 erstellten World catalogue of cosmopterigid moths.
- Ramphis ibericus Riedl, 1969 – Spanien
- Ramphis libanoticus Riedl, 1969 – Libanon

## Belege
1. 1 2 3 4 5  J. C. Koster, S. Yu. Sinev: Momphidae, Batrachedridae, Stathmopodidae, Agonoxenidae, Cosmopterigidae, Chrysopeleiidae. In: P. Huemer, O. Karsholt, L. Lyneborg (Hrsg.): Microlepidoptera of Europe. 1. Auflage. Band 5. Apollo Books, Stenstrup 2003, ISBN 87-88757-66-8, S. 162 (englisch).
2. ↑  S. Yu. Sinev (2002): World catalogue of cosmopterigid moths (Lepidoptera: Cosmopterigidae). Proceedings of the Zoological Institute, St. Petersburg, Band 293, Seite 150
3. ↑  Ramphis bei Fauna Europaea. Abgerufen am 10. März 2012